# Aeroporto di Fortaleza-Pinto Martins
L'aeroporto internazionale di Fortaleza Pinto Martins, (IATA: FOR, ICAO: SBFZ) è un aeroporto brasiliano, gestito da Fraport, situato all'interno del tessuto urbano della città di Fortaleza, capitale dello Stato del Ceará. La struttura piccola, intitolata alla memoria dell'aviatore Euclides Pinto Martins, pioniere dell'aviazione commerciale brasiliana, è dotata di una pista in asfalto lunga 2 545 m e larga 45 m posta all'altitudine di 25 m/82 ft e con orientamento 13/31. È aperto al traffico commerciale. Inoltre alcune strutture sono in comune con la Base Aérea de Fortaleza (ICAO: BAFZ), base aerea della Força Aérea Brasileira, l'aeronautica militare del Brasile.

## Descrizione
L'aeroporto si trova a circa 11 km dal centro della città di Fortaleza, nel bairro Alto da Balança, che occupa per intero, compreso tra i bairros Aerolândia, Dias Macedo, Serrinha, Itaoca e Vila União, ed è collegato con il centro della città da un servizio di autobus e taxi. L'indirizzo è Avenida Senador Carlos Jereissati, 3000. Ex base militare durante la seconda guerra mondiale, venne trasformato in aeroporto civile al termine del conflitto, con il nome di Aeroporto di Fortaleza.
Solo il 13 maggio 1952, acquisì l'attuale nome di Aeroporto Internazionale Euclides Pinto Martins, in onore del cearense, originario di Camocim, Euclide Pinto Martins, che all'inizio degli anni 1920. realizzò il primo volo sull'Oceano Atlantico tra New York e Rio de Janeiro, a bordo dell'idrovolante Sampaio Correia. Per commemorare l'eroico pilota è stato collocato il suo busto nello spazio tra gli ascensori del primo piano.
Sempre al primo piano si può ammirare al murale Terra da Luz di Mino (Hermínio Macêdo Castelo Branco), che rappresenta gli aspetti storici e culturali dello Stato del Ceará, la sua diversa natura e la formazione del suo popolo multiculturale.
L'attuale terminale passeggeri è stato inaugurato nel 1998. Il precedente terminale, denominato Terminal de Aviação Geral, oggi è utilizzato per l'aviazione privata e per la Sezione Antincendi.
Nel febbraio 1998 è stato aperto un nuovo terminal passeggeri nella zona sud. Il 31 agosto 2009, Infraero ha presentato un piano di investimento da 525 milioni di BRL (276,6 milioni di dollari, 193,8 milioni di euro) per potenziare l'aeroporto internazionale concentrandosi sui preparativi per la Coppa del Mondo FIFA 2014, che si è tenuta in Brasile, mentre Fortaleza è uno dei città sede. L'investimento è stato distribuito nel rinnovo e nell'ampliamento del terminal passeggeri, del piazzale e del parcheggio con completamento previsto a novembre 2013, ma dopo essere stato abbandonato. È stata realizzata solo una tenda rimovibile.
Attraverso una partnership tra Infraero, governo federale e governo statale, il terminal passeggeri di 35.000 m² è stato costruito nella zona sud, inaugurata nel febbraio 1998 dal governatore Tasso Jereissati, la cui capacità è di 3,8 milioni di passeggeri all'anno, 14 posizioni di parcheggio degli aeromobili e con automazione sistemi, essendo classificato Internazionale nel 1997 (Portaria 393 GM5, del 9 giugno 1997). È stato battuto all'asta il 16 marzo 2017 dal consorzio Fraport AG di Francoforte, in Germania, per un importo di 425 milioni di R $ da utilizzare per 30 anni. Tra gli affermati nel contratto c'è la riforma dell'attuale terminale e la terminazione del lavoro allegato, abbandonato da Infraero, nonché l'aumento dell'unica pista. Da giugno 2017 a 2018 entrambe le compagnie gestiscono l'intero aeroporto, dal 2018, gestisce l'aeroporto interamente nelle sue operazioni. Il contratto firmato il 28 luglio 2017 dice di rinnovare e completare gli investimenti di Infraero per il terminal passeggeri e l'allungamento della singola pista.
L'ex terminal passeggeri dell'Aeroporto di Fortaleza funge da terminal di aviazione generale (TAG), dove opera piccoli voli di aviazione generale, executive e aerei.
L'aeroporto è una calamita costante per le persone che guardano come appassionati il movimento di aerei, formando gruppi e organizzazioni come SBFZ Spotting.
Nel 2015, la LATAM ha annunciato la concorrenza dall'aeroporto di Fortaleza con gli aeroporti di Recife e Natal per un investimento di collegamenti aerei finora nulla compiuto.
Air France-KLM e Gol Transportes Aéreos hanno annunciato il 25 settembre 2017 una partnership di cinque voli settimanali per Fortaleza operati da Joon e KLM. "Gol" distribuisce e raccoglie passeggeri sulla rete aerea brasiliana.
Il 7 ottobre 2017, un Boeing 737-200, precedentemente gestito dalla TAF Linhas Aéreas e da molte altre compagnie aeree, è stato abbandonato all'aeroporto dal 2008, è stato portato dal ministero degli esteri tedesco a luglio per circa US$ 24.000 in Germania, quindi che potrebbe essere restaurato e messo in mostra come simbolo di una società libera, non sconfitta dal terrore. Questo velivolo è stato coinvolto nel dirottamento del volo Lufthansa 181 il 13 ottobre 1977. L'aeromobile deve essere restaurato e esposto al Museo Dornier di Friedrichshafen dal 2019. Sono rimasti altri 7, che sono B727-200, B737-200 dello stesso TAF Linhas Aéreas, PT-MTF (737 TAF / Varig), PT-MTC (727 TAF), PR-MTH (737 TAF / Delta Air Lines), PT-MTA (TAF / Aer Lingus), PR-MTD (727 TAF), a PT-WTH (Piper PA-34 Seneca del dipartimento di polizia di San Paolo), un PT-SCY (Embraer EMB-110 Bandeirante di Funceme).
Il 23 ottobre 2017, i piani e il progetto che verranno realizzati a febbraio 2018 da Stefan Schulte e Andrea Pal, Amministratore, sono presentati insieme a Camilo Santana e Roberto Cláudio, Governatore e Sindaco.
Il 2 gennaio 2018, martedì, Infraero ha consegnato le chiavi degli aeroporti di Fortaleza e Porto Alegre a Fraport. Il concessionario tedesco inizia a implementare miglioramenti nel condizionamento dell'aria, illuminazione, segnalamento e WiFi, che dovrebbero essere completati nel primo trimestre del 2018. La compagnia inoltre, come previsto nel Programma di investimento obbligatorio, espanderà il terminal e le piste, rimodellerà i taxi e area di traffico, e riprogettare il sistema stradale aeroportuale, entrambi gli aeroporti riceverebbero la gestione automatica dei bagagli, il controllo della sicurezza e nuovi ponti d'imbarco dei velivoli. Il completamento è previsto per il Maggio 2019. In una dichiarazione, la società informa che sono previsti investimenti minimi di R$ 600 milioni in ciascun aeroporto, con un aumento del 5% nella circolazione dei passeggeri.
Sono stati riassunti, sotto l'amministrazione di Fraport, in cambio di luci nella scatola dell'acqua, pulizia di servizi igienici, aumento di internet da 400 MB/sa 1 GB/s, riparazione di scale mobili e ascensori, trasferimento di chioschi di media corrente del corridoio principale, chiusura del belvedere per installare i propri uffici, uno viadotto, l'apertura di nuova estensione terminale a due piani, con 15 ponti nel terminal passeggeri.

## Intrattenimento
L'aeroporto è un magnete di persone che guardano come appassionati il movimento degli aeromobili, formando gruppi di hobby di Intrattenimento ed fotografia, senza intenti commerciali. Non avevano il loro spazio.

## Galleria d'immagini

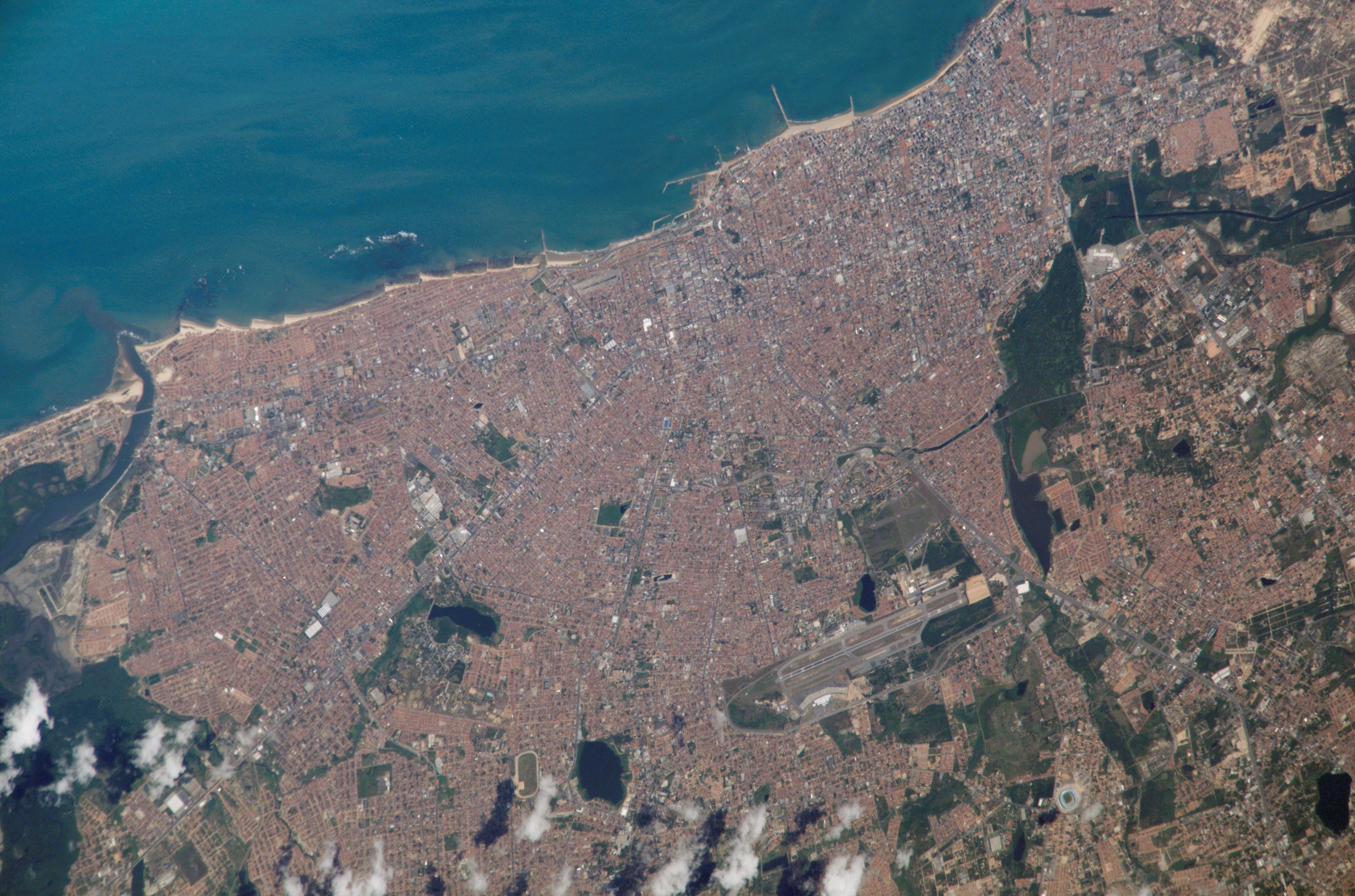
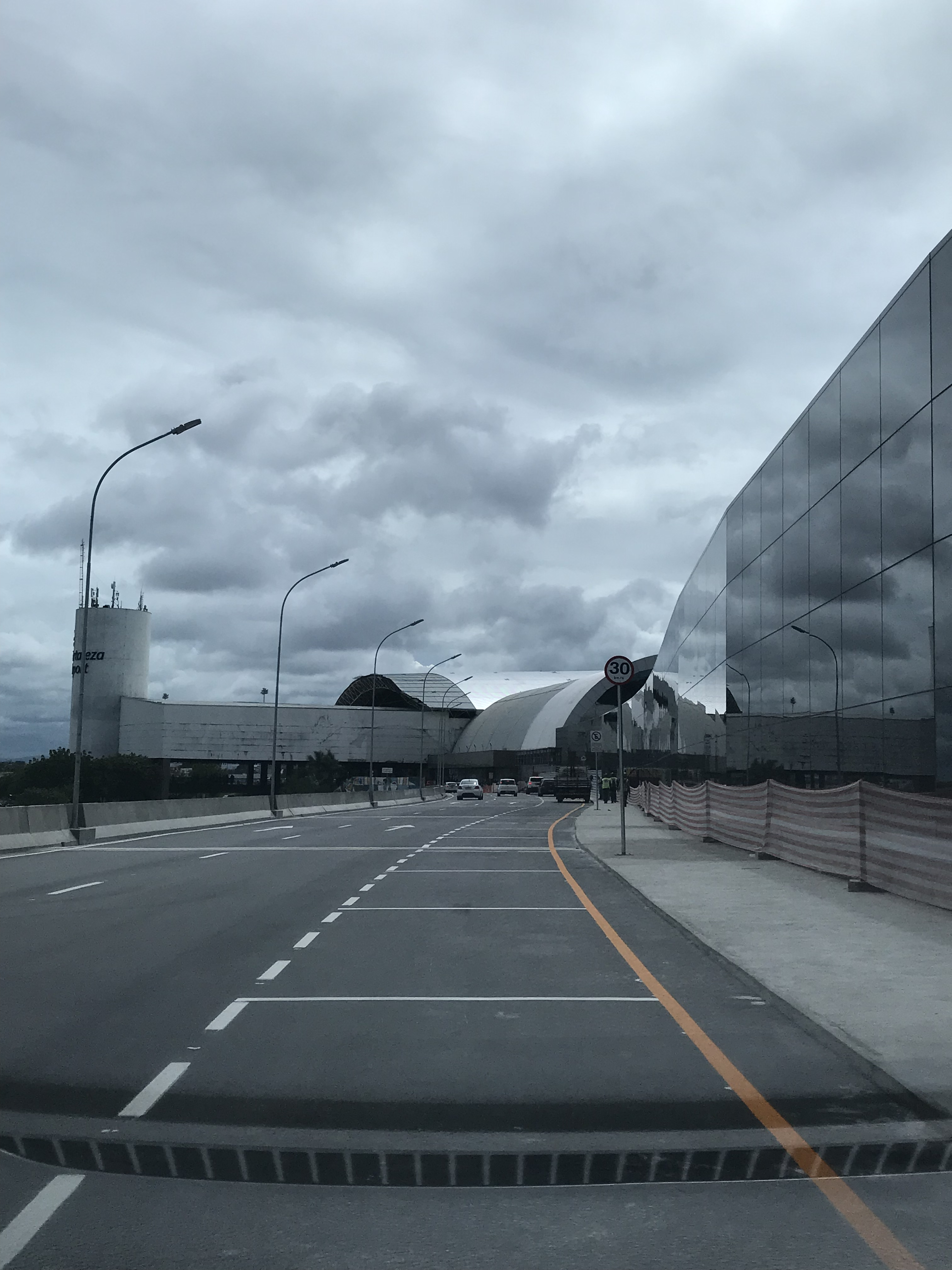
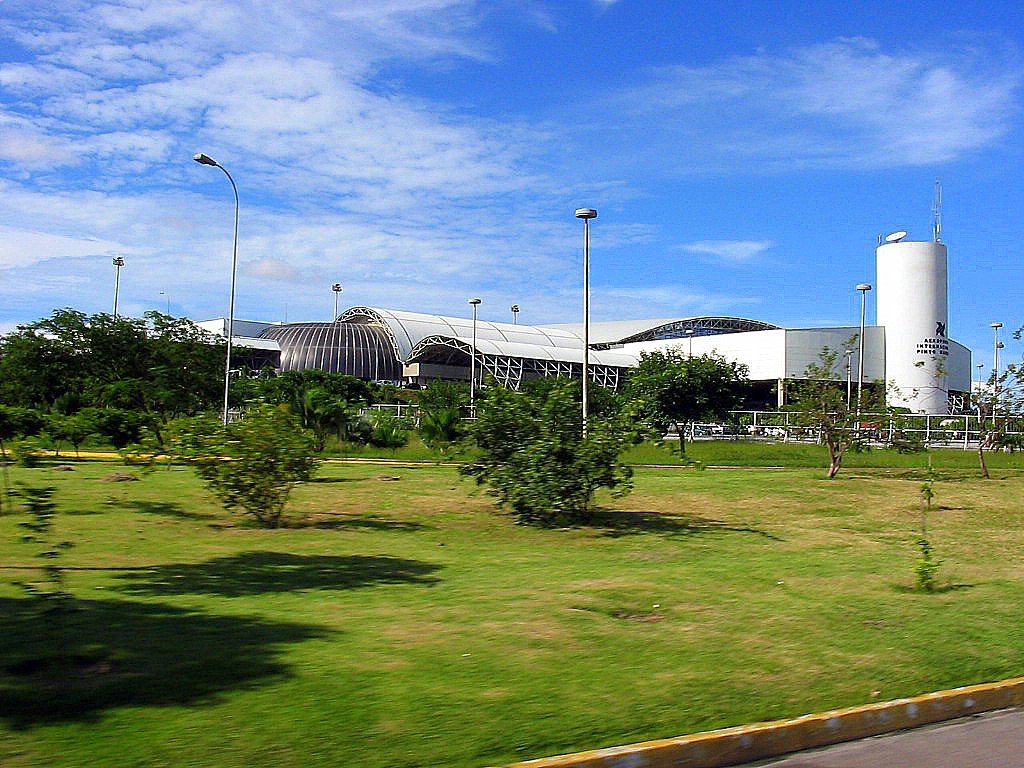
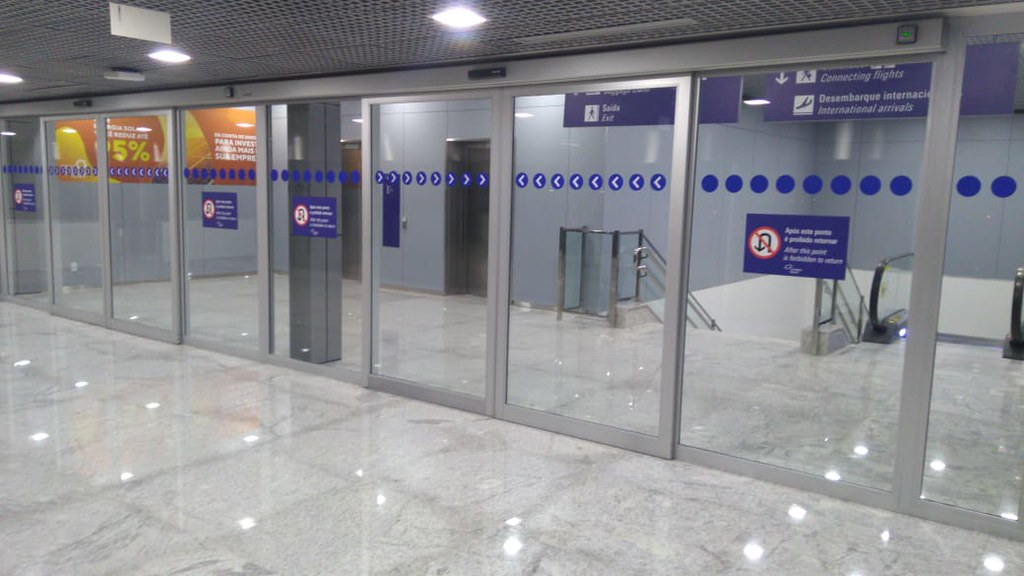
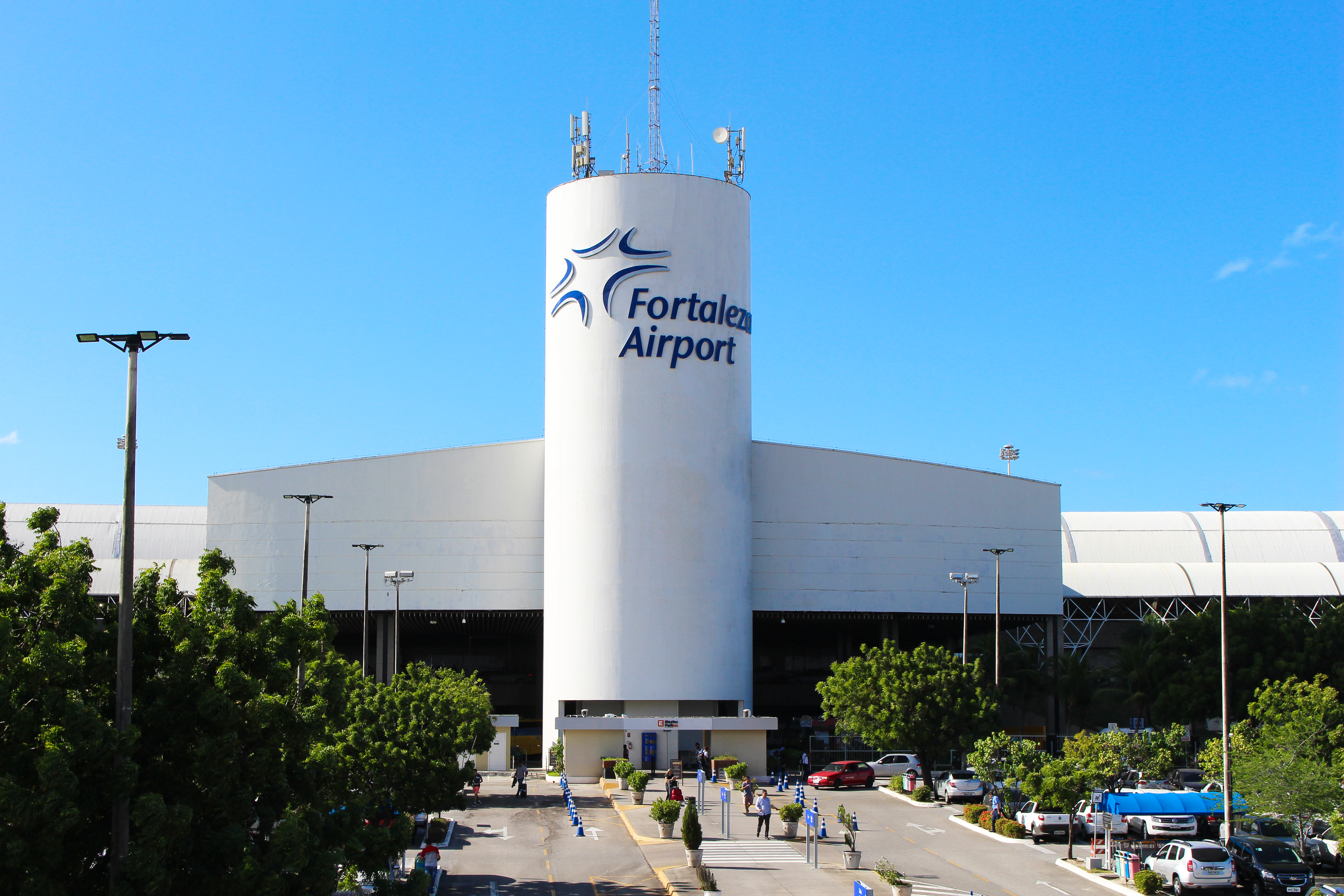
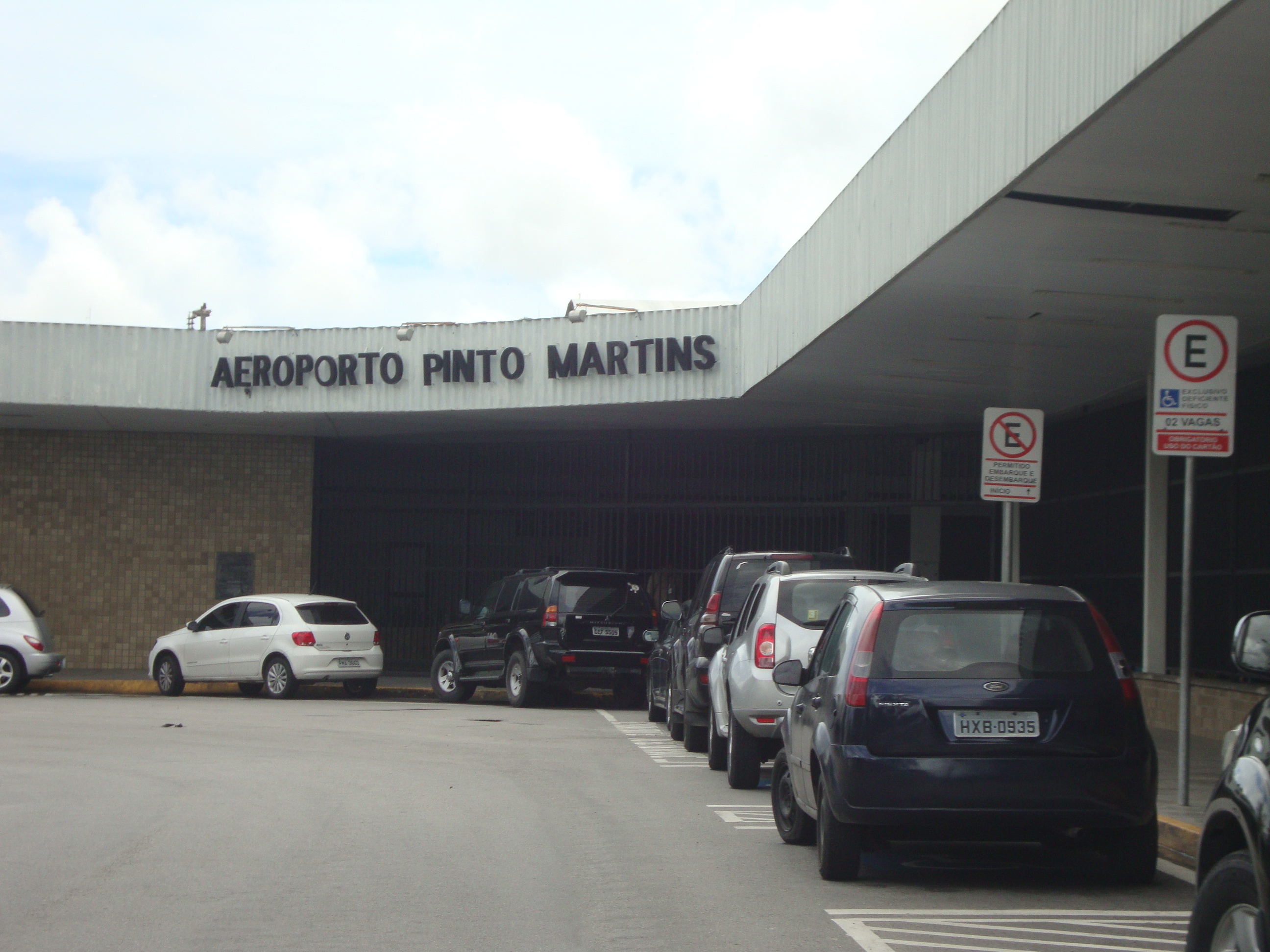
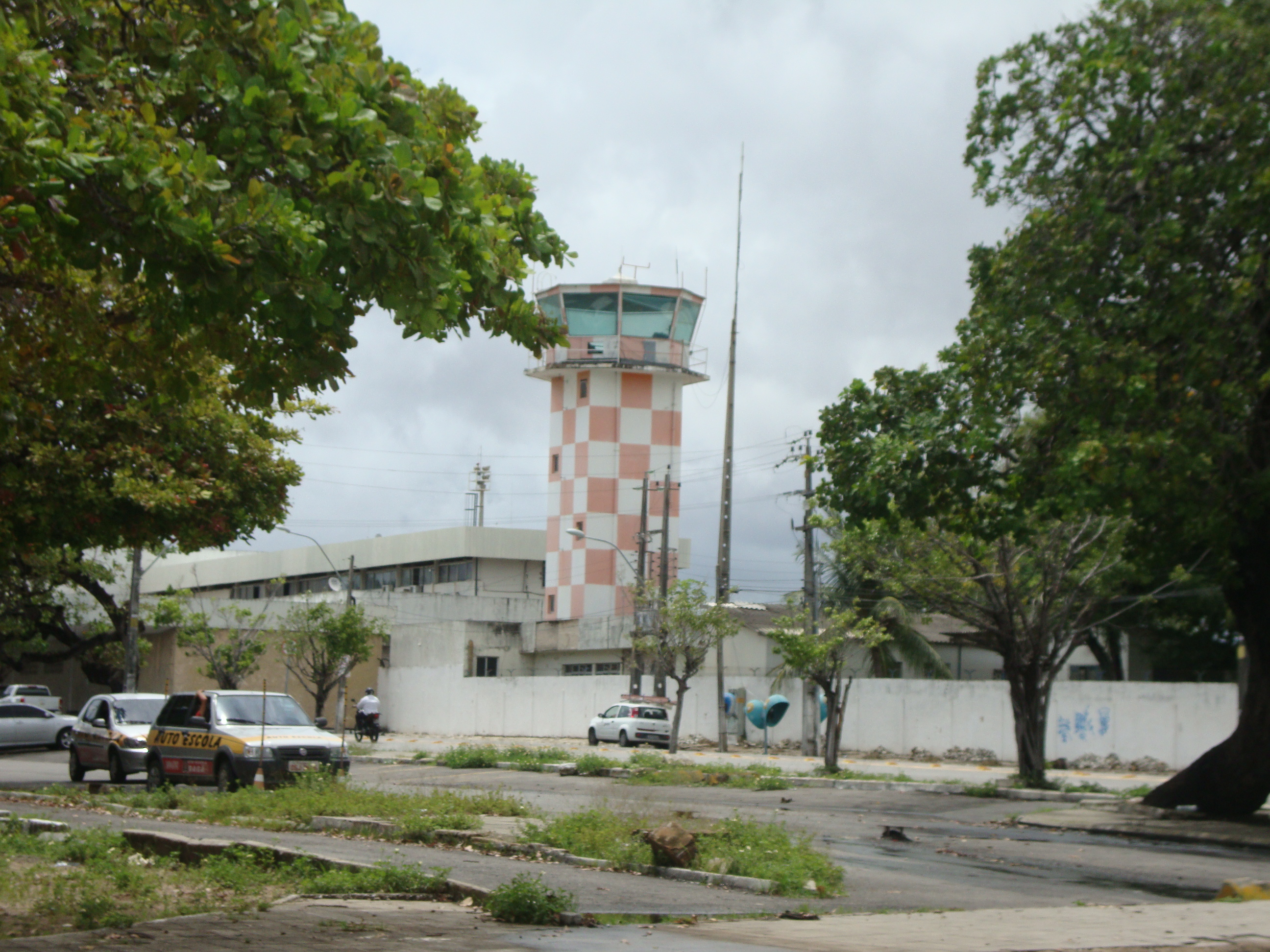
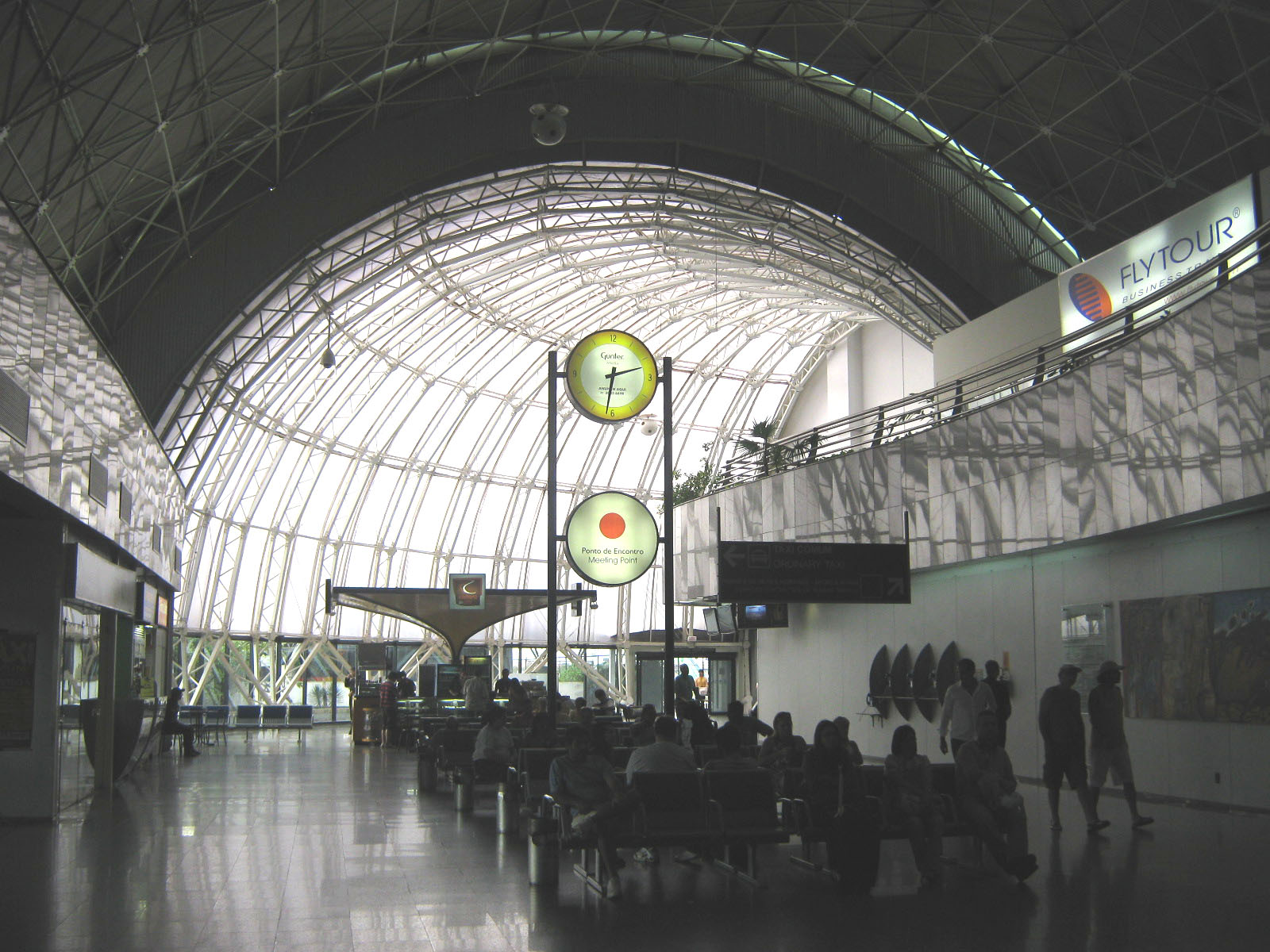
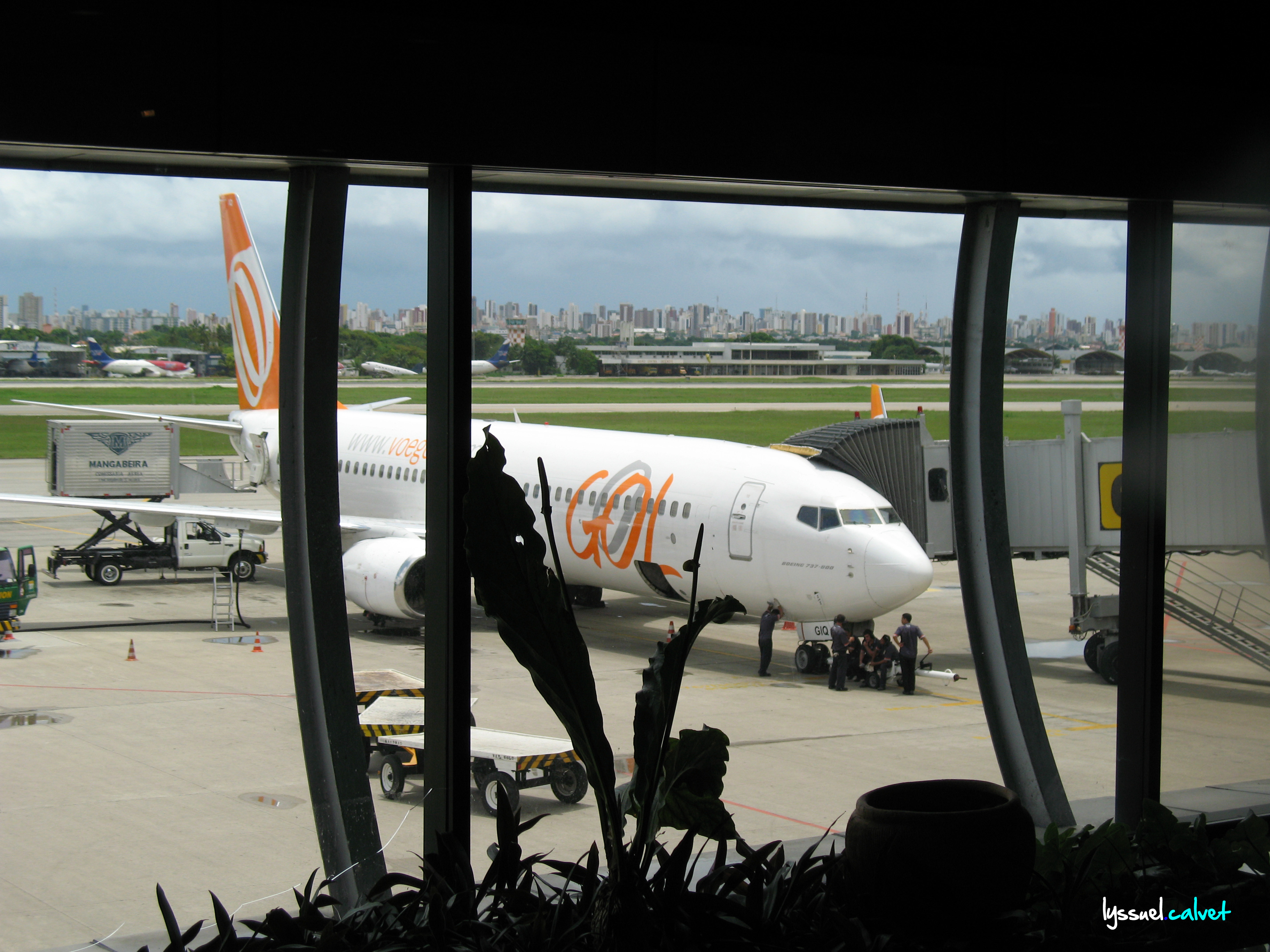
Hub Gol
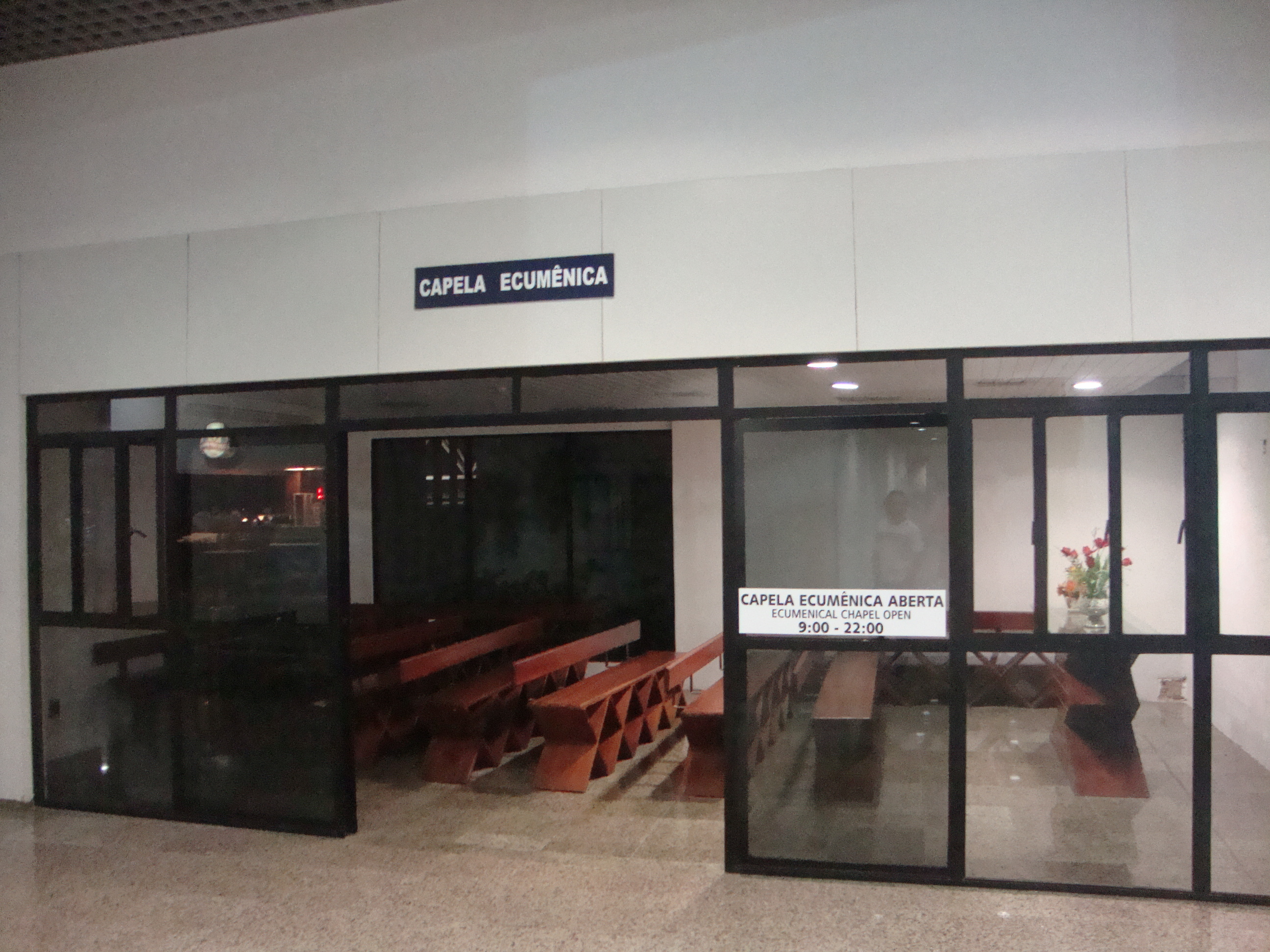
Cappella
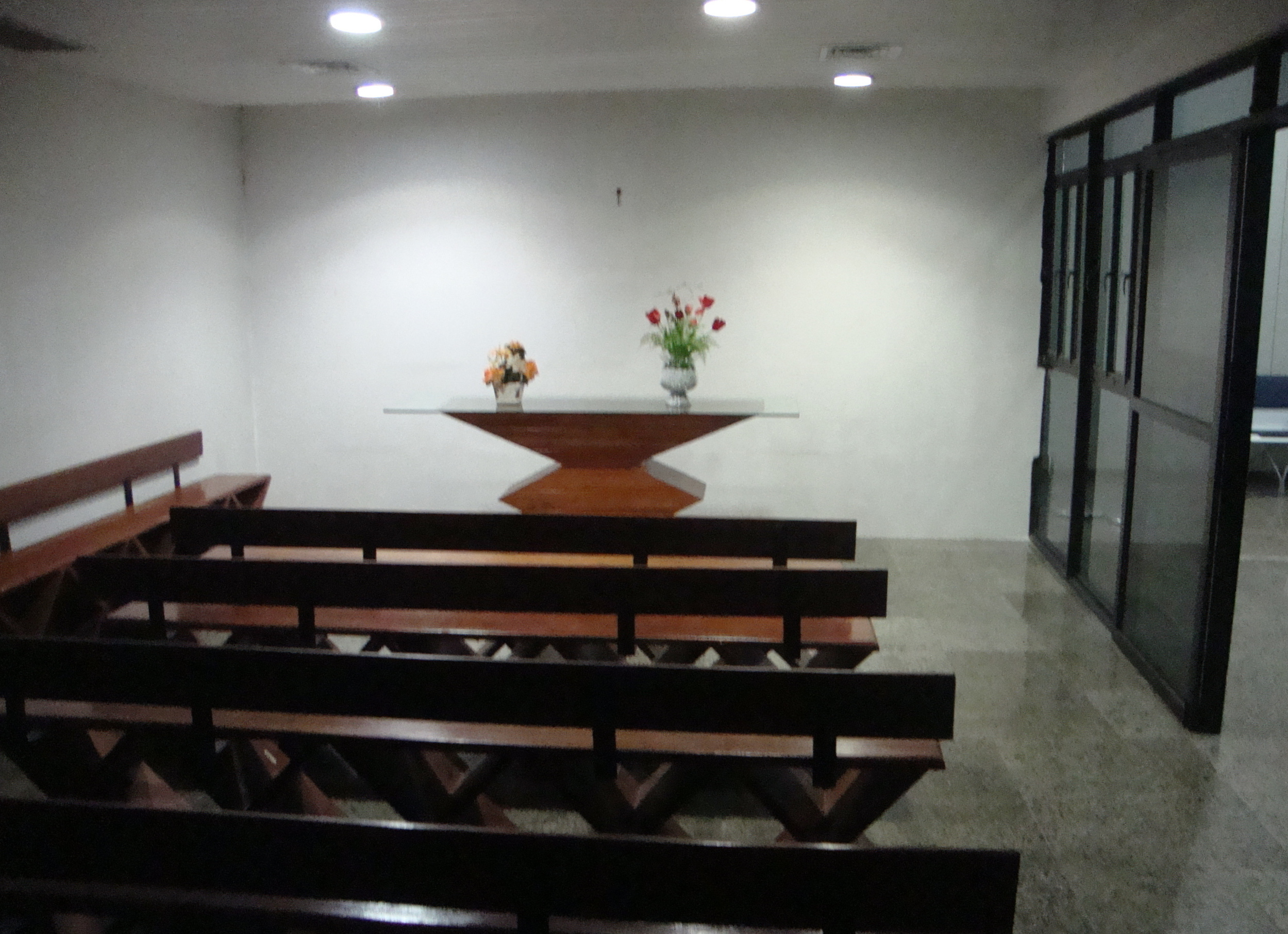
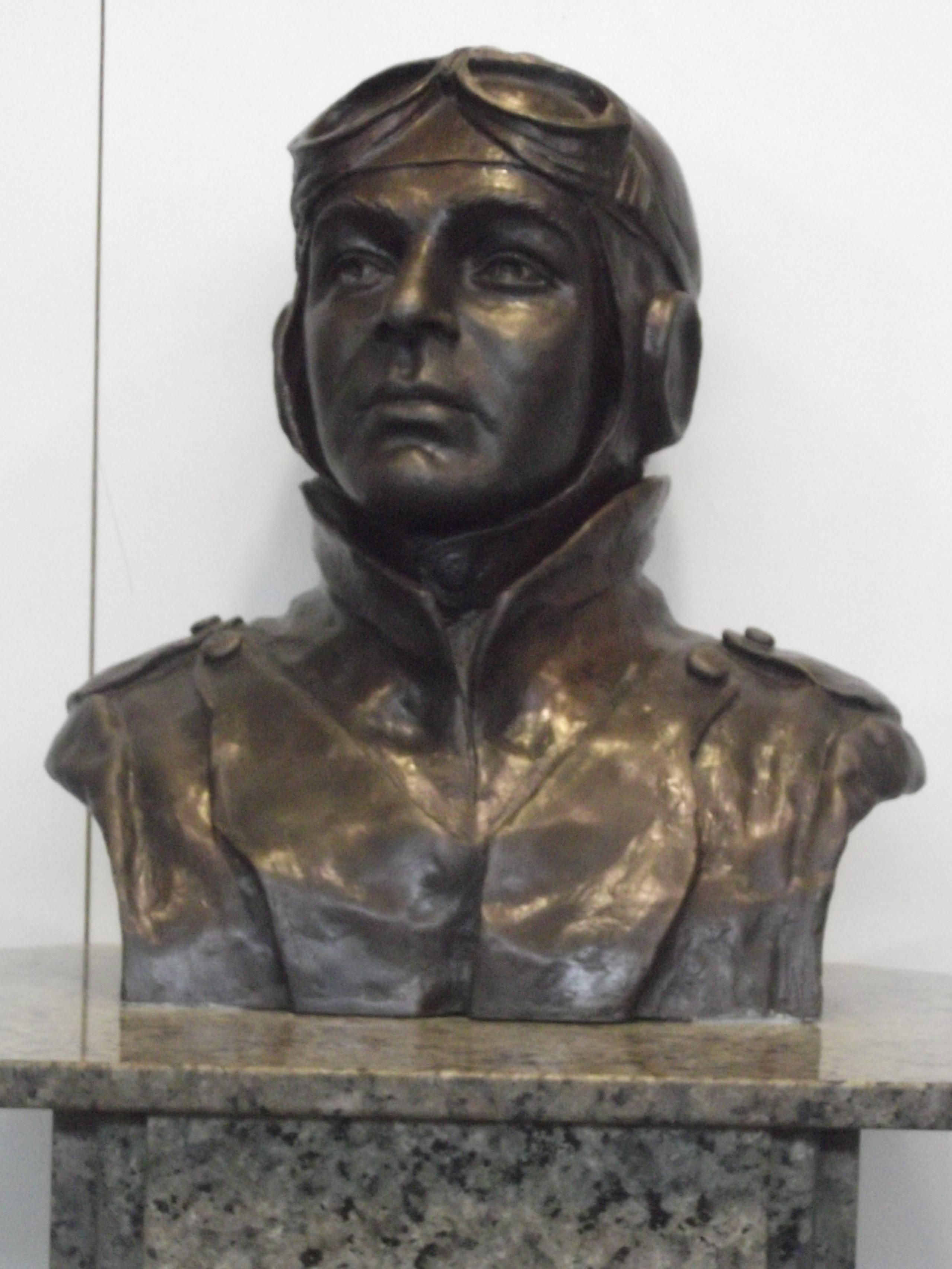
Euclides Pinto Martins